# Monterey (Tennessee)
Monterey – miasto w Stanach Zjednoczonych, w stanie Tennessee, w hrabstwie Putnam.